# Lancasteri Margit richmondi grófné
Margaret Beaufort (1441. vagy 1443. május 31. – 1509. június 29.), Somerset hercegnője, III. Eduárd angol uralkodó egyik leszármazottja, a Tudor-ház ősanyja, a Lancaster-ház tagja.

## Élete
VII. Henrik angol király édesanyja és VIII. Henrik angol király nagyanyja, I. Erzsébet angol királynő dédanyja 1441 vagy 1443. május 31-én született, John Beaufort, Somerset 1. hercege, és Margaret Beauchamp of Bletso egyetlen gyermekeként a Bletso kastélyban, Bedfordshire-ben.
Apja VI. Henrik angol király szolgálatában állt, s Margaret születése pillanatában épp Franciaországban tartózkodott az uralkodó megbízásából. John Beaufort 1444. május 27-én, egy betegség következtében halt meg, körülbelül 40 éves korában, ekkor leánya még csak egy vagy hároméves volt, s így Margaret lett Anglia egyik leggazdagabb örökösnője, és kiváló partinak számított egy nősülésre készülő férfi számára. (John halálakor felesége várandós volt, ám a gyermek halva született. Margitnak anyja előző házasságából voltak féltestvérei, apjának pedig három törvénytelen gyermeke korábbról: Margaret részéről János, Olivér, Edit, Erzsébet, Mária és Anges, valamint John és Cecily, apja részéről pedig Jacinda, Thomasine és János.)
Margitot egyéves korában eljegyezték John de la Pole-lal, William de la Pole suffolki herceg fiával. A frigy meg is köttetett, körülbelül 1450. január 28. és február 7. között, amikor Margit csupán 8 vagy 6 éves lehetett. (Augusztus 18-án a házasok megkapták a pápai diszpenzációt, mivel túl közeli rokonok voltak.) Három évvel később a király, VI. Henrik felbontotta a házasságot, és az uralkodó a saját féltestvérei, Jasper és Edmund Tudor gyámsága alá helyezte Margitot. (Margit soha nem tekintett igazi férjként John de la Pole-ra, és 1472-ben kijelentette, hogy nem Johnt, hanem mindig is Edmund Tudort tekintette az első férjének, mivel a kánon jog alapján egy házassági szerződés semmiképpen nem lehet érvényes, ha azt még az ara 12. születésnapja előtt kötötték meg.) Első házassága hivatalos felbontása után, VI. Henrik biztatására Margit következő hitveséül Edmund Tudor-t választotta, Richmond 1. grófját. (Edmund a király édesanyja, az özvegy Katalin királyné szeretőjétől, Owen Tudortól született, bár egyes vélekedések szerint már titokban összeházasodtak, mielőtt megszületett volna Edmund fiuk.)
A 12 esztendős lány nőül ment a nála kétszer idősebb Edmund grófhoz 1455. november 1-jén, éppen abban az évben, amikor kitört a rózsák háborúja. Alig egy év múlva Edmund, a Lancaster-ház sarja a York-dinasztiát támogató, ellenséges hadsereg fogságába esett, és a következő év novemberében rabságban halt meg, hátrahagyva özvegyét, a mindössze 13 éves Margitot, aki hét hónapos terhes volt. 1457. január 28-án, a Pembroke kastélyban Richmond ifjú grófnéja világra hozta egyetlen gyermekét, Henriket. A szülés igen komplikált és hosszadalmas volt, s egy ponton már azt hitték, mind az anya, mind pedig gyermeke belehal, az anya zsenge kora és gyenge testalkata miatt.
Talán épp ezeknek a megpróbáltatásoknak, valamint annak köszönhetően, hogy Henrik Margit egyetlen gyermeke volt, anya és fia kapcsolata egész életükben varázslatos és különleges volt. (A fiú születése után az orvosok nem javasolták Margitnak több gyermek világra hozatalát az anya gyenge fizikuma miatt, mivel még egy vajúdást már bizonyosan nem bírt volna ki élve.)
Henrik kétéves korától 14 éves koráig apja családjánál élt Walesben (az ifjú Henrik vér szerinti apja állítólag Jasper Tudor volt), majd pedig Franciaországba ment, száműzetésbe kényszerült, s azokban az időkben anya és fia kapcsolata mindössze levélváltásokra és néhány rövid látogatásra korlátozódott. A grófné még 16 évvel Edmund halála után is mélyen tisztelte férje emlékét, és úgy rendelkezett, hogy halála után férje mellé temessék, elvégre ő volt egyetlen gyermekének apja. 1462. január 3-án Margit harmadszorra is oltár elé állt. Nőül ment Henry Staffordhoz, Buckingham 1. hercegének fiához, aki néhány évvel később, 1471-ben meghalt. Közös gyermekük nem született. Akárcsak Margit első házasságánál, itt is szükség volt pápai jóváhagyásra a frigy megkötéséhez, mert Margit és Henry első unokatestvérek voltak. A Szentszéktől megkapták az engedélyt. Rövidre szabott házasságuk évei alatt Margit és Stafford igen harmonikus és nyugodt életet éltek, és őszintén tisztelték egymást.
A gyászév leteltével, 1472 júniusában Margit negyedszer is, egyben utoljára férjhez ment, ezúttal Thomas Stanley-hez. Frigyük látszólag ideális volt, habár egyesek szerint az asszony igazából sohasem tekintette magát a Stanley család tagjának. A grófné ezekben az években szervezkedni kezdett IV. Eduárd angol király özvegye Woodville Erzsébet angol királyné és III. Richárd angol király ellen. Mivel Erzsébet királyné mindkét fiát vélhetően megölték a Tower-ben, így Margit arra törekedett, hogy fia, Henrik vegye nőül IV. Edward legidősebb élő gyermekét, Erzsébet hercegnőt, hogy Henrik ezáltal is igényt formálhasson majd az angol koronára. 1485 augusztusában Margit álma valóra vált: fia, Henrik a bosworthi csatában legyőzte és megölette Richárd királyt, s ettől kezdve Lady Margaret egyetlen gyermeke lett az ország uralkodója, s végre feleségül vehette Yorki Erzsébetet. (Mivel mostohaapja, Stanley a végső ütközetben szintén Henriket támogatta, így az új király kinevezte őt Derby 1. grófjává.)
Házasságuk hátralévő éveiben Margit férje engedélyével külön költözött, s onnantól kezdve magányosan, elvonultan élt Collywestonban, Stanley pedig rendszeresen meglátogatta őt.
Fia trónra kerülése után a királyi udvarban az „Őladysége, a király édesanyja” megszólítás illette meg őt, habár társadalmi státusza még mindig nem volt olyan magas, mint például IV. Eduárd özvegyéé, vagy saját menyéé, Erzsébet királynéé. Az 1460-as évektől kezdve egészen 1499-ig Margit az M. Richmond aláírást használta, ám utána változtatott rajta, s a Margaret R. aláírást kezdte el használni, amelyben az R betű jelenthette a Richmondot, ám egyesek szerint a latin „Regina” (királyné vagy királynő) kezdőbetűjére utalt.
Az anya-királynénak meg kellett élnie egyetlen, szeretett fia, Henrik halálát, aki 1509. április 21-én hunyt el. Margit 66 évesen, a Westminster Apátságban, két hónappal később, június 29-én követte fiát a halálba, egy nappal unokája, a későbbi VIII. Henrik 18. születésnapja után. Az apátság „VII. Henrik hölgye” nevű kápolnájában helyezték végső nyugalomra Margitot egy fekete márvány sírkő alatt. Yorki Erzsébethez hasonlóan, állítólag Margit is sok időt és energiát fordított a későbbi VIII. Henrik oktatására, nevelésére, főleg azután, hogy 1502-ben a fiúból walesi herceg (azaz trónörökös) lett.

## Megjelenése játékfilmben
- 2013: A fehér királyné (The White Queen) című történelmi filmsorozatban, amely Philippa Gregory azonos című regényéből készült, Lady Margaret Beaufort-t Amanda Hale személyesíti meg.